# Касіч Костянтин Павлович
Костянти́н Па́влович Ка́січ (нар. 28 вересня 1981, Україна[джерело не вказане 749 днів] — 12 лютого 2023, Бахмут, Україна) — український військовослужбовець, офіцер Збройних сил України, учасник російсько-української війни, позивний «Ельф».

## Короткий життєпис
Народився у родині військовослужбовця. Мав військову освіту.
Займався приватним будівельним бізнесом та ремонтом техніки.
У 2013—2014 році був активним учасником Революції Гідності. Був учасником 1-го взводу 8-ї сотні Самооборони Майдану[джерело не вказане 749 днів], а згодом і членом однойменної громадської організації.
У березні 2014 року з початком російської збройною агресією проти України був мобілізований до лав 72 ОМБр та брав участь у боях в Донецькій області.

8 березня 2016 заснував равликову ферму «Равлик Ельф» у Бучі, а згодом створив філію равликової ферми у селі Щербані, але у зв'язку з конфліктом з компаньйонами у 2020 році був змушений закрити власну ферму у Бучі і покинути равликовий бізнес.
|                           | Я не "атошник", я – учасник війни з Російською Федерацією. І я це чітко можу сказати тому, що брав у полон солдат регулярної російської армії. |
| — Костянтин Касіч, iPress | |

У 2021 році разом з іншими ветеранами заснував ГО «Спілка ветеранів АТО/ООС Ворзельского старостинського округу».
Навесні 2022 року після початку повномасштабного вторгнення РФ в Україну мобілізувався до війська. Брав участь у боях у лавах 93 ОМБр.
12 лютого 2023 року загинув у боях під Бахмутом. 17 лютого 2023 року, згідно заповіту, був похований на Яблунському кладовищі у Бучі поруч з батьком.
Залишилися мати Тетяна Касіч, дружина, діти[джерело не вказане 749 днів].